# Grootzegel van de Verenigde Staten
Het Grootzegel van de Verenigde Staten (Great Seal of the United States) is het zegel dat gebruikt wordt voor documenten van de federale overheid van de Verenigde Staten. In de VS wordt met de term Grootzegel van de Verenigde Staten (Great Seal of the United States) zowel een al of niet gekleurde tekening, als het in reliëf of blinddruk vervaardigde zegel aangeduid.
Het grootzegelstempel bevindt zich in een speciaal meubel met een schroefpers, dat in een beveiligde glazen ruimte in de Exhibit Hall van het U.S. State Department in Washington staat opgesteld. Aangezien het stempel deze ruimte nooit verlaat, kunnen bezoekers het zelfs bezichtigen wanneer het gebruikt wordt om het grootzegel op documenten te drukken. Dit gebeurt door een daartoe aangewezen ambtenaar van het State Department, nadat de Secretary of State, die als grootzegelbewaarder (Keeper of the Great Seal) fungeert, het contraseign heeft geplaatst naast de handtekening van de president.

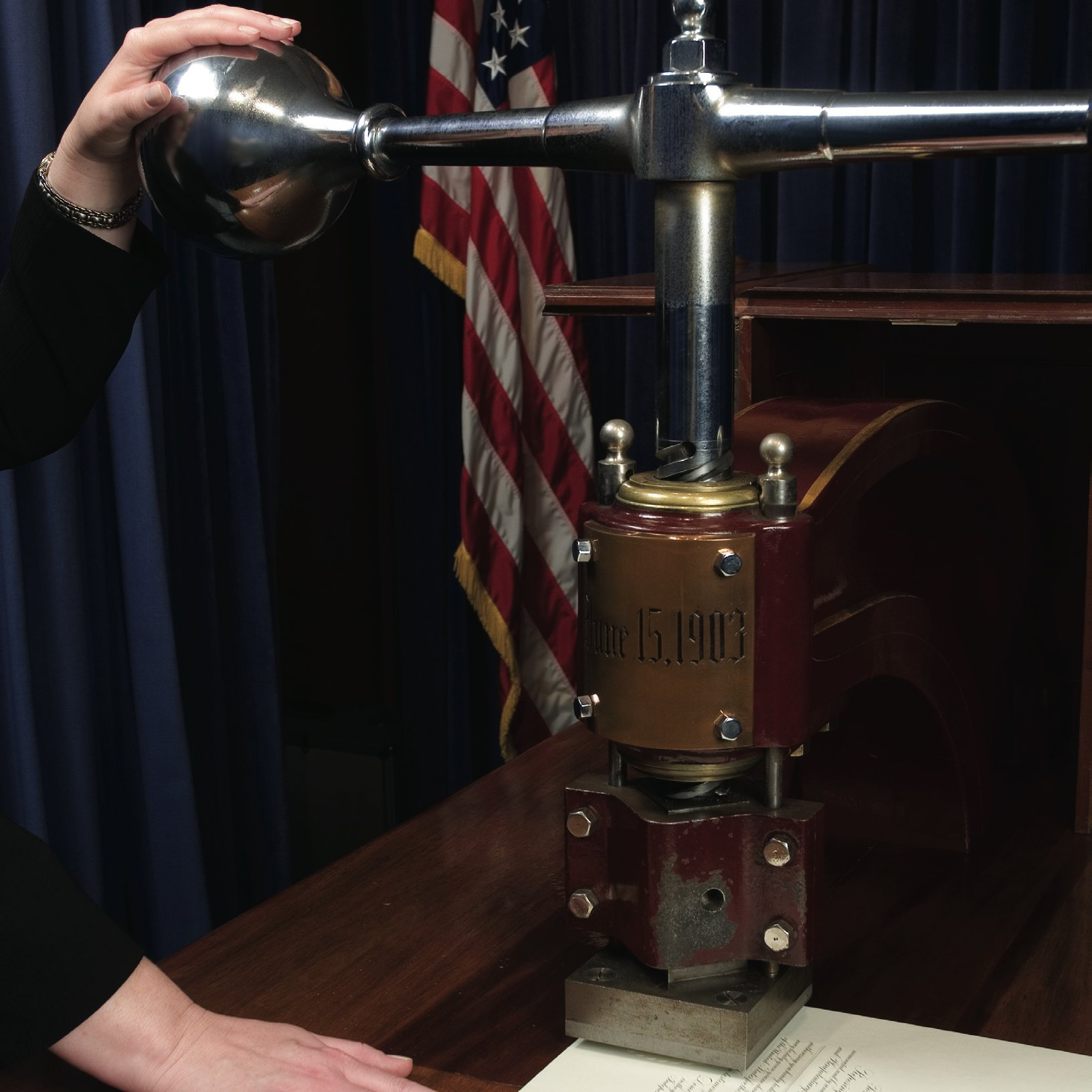
De schroefpers met het grootzegel in bedrijf

Het zegel werd voor het eerst gebruikt in 1782. Aangezien de Verenigde Staten geen wapenschild hebben, wordt vaak het Great Seal of the United States gebruikt, bijvoorbeeld op paspoorten.

## Symboliek en misvattingen
De keerzijde van het grootzegel toont een onafgewerkte piramide, waarboven alziend oog in een driehoek, omgeven door lichtstralen. Hoewel deze combinatie in populaire cultuur vaak geassocieerd wordt met vrijmetselarij of zelfs complottheorieën over de illuminati, zijn er geen historische gronden voor die veronderstelling.
Van de leden van de eerste ontwerpcommissie in 1776 was alleen Benjamin Franklin lid van een vrijmetselaarsloge, maar zijn voorstellen (zoals een scène uit het Bijbelboek Exodus) werden niet overgenomen. De kunstenaar en adviseur Pierre Du Simitière introduceerde verschillende elementen die hun weg vonden naar het uiteindelijke ontwerp, waaronder het schild, de spreuk E Pluribus Unum, het jaartal MDCCLXXVI en het oog in de driehoek.
De onafgewerkte piramide werd pas in 1782 toegevoegd door Francis Hopkinson, en verder uitgewerkt door Charles Thomson en William Barton.
Het alziend oog was al vóór die tijd een bekend symbool in christelijke en renaissancistische kunst, waarin het een alziende godheid voorstelt. Du Simitière, die veel kunstboeken verzamelde, kende dit motief waarschijnlijk uit die context. Zo toont het titelblad van The History of the World van Sir Walter Raleigh (1614) al een oog in een wolk met het opschrift "Providentia" (voorzienigheid). Ook in barokke kerken in Oostenrijk komt het oog in een driehoek met lichtstralen regelmatig voor, zoals in Traunkirchen en bij het klooster van St. Florian.
De eerste bekende vermelding van het oog als vrijmetselaarssymbool dateert pas uit 1797, veertien jaar na de goedkeuring van het zegel, in het boek The Freemason’s Monitor van Thomas Smith Webb. Daarvoor zijn er geen gedocumenteerde gevallen waarin het oog met vrijmetselarij in verband werd gebracht.
De associatie tussen het zegel en de vrijmetselarij ontstond waarschijnlijk pas in de tweede helft van de 19e eeuw. In 1884 schreef Harvard-professor Eliot Charles Norton dat de keerzijde van het zegel "nauwelijks anders dan een mager embleem van een vrijmetselaarsbroederschap" kon lijken, waarmee een wijdverbreid misverstand werd geboren dat tot op heden voortleeft in complottheorieën en populaire fictie.
Antigua en Barbuda · Aruba · Bahama's · Barbados · Belize · Canada · Costa Rica · Cuba · Curaçao · Dominica · Dominicaanse Republiek · El Salvador · Grenada · Guatemala · Haïti · Honduras · Jamaica · Mexico · Nicaragua · Panama · Saint Kitts en Nevis · Saint Lucia · Saint Vincent en de Grenadines · Sint Maarten · Trinidad en Tobago · Verenigde Staten
Afhankelijke gebieden

Amerikaanse Maagdeneilanden · Anguilla · Bermuda · Britse Maagdeneilanden · Groenland · Guadeloupe · Kaaimaneilanden · Martinique · Montserrat · Navassa · Puerto Rico · Saint-Pierre en Miquelon · Turks- en Caicoseilanden